# 斯波義統
斯波 義統（しば よしむね）は、戦国時代の守護大名。斯波氏（武衛家）14代当主 。父は尾張守護・斯波義達で、母は家女房の多々良氏と伝わる。弟に斯波義景、斯波統雅ら。子に斯波義銀、毛利秀頼、津川義冬がいる。官位は左兵衛佐、治部大輔。

## 生涯

### 父の失脚
永正10年（1513年）、尾張守護・斯波義達の嫡男として誕生する。当時の斯波氏は駿河守護である今川氏親の攻勢を受けて、守護国のひとつであった遠江を奪われるなど劣勢に立たされていた。このため父の義達は遠江奪還になみなみならぬ意欲を見せ、盛んに遠江に出兵を繰り返していた。この出兵には斯波氏の重臣である織田氏が挙って反対しており、ついには尾張守護代の織田達定が反義達を掲げて挙兵し、守護対守護代の合戦に至るほどであった。結局この合戦では守護の義達が守護代の達定を討伐して守護代勢力を壊滅させると、なおも遠江出兵を続行させた。しかし永正12年（1515年）8月、引馬城における今川勢との合戦では義達自身が捕虜になるほどの大敗を喫し、剃髪をさせられた上で尾張に送り返される屈辱を受けた。帰国後の義達は実質的な引退に追い込まれて失意の晩年を過ごすこととなり、これに代わってわずか3歳の義統が新たな尾張の国主となった。

### 尾張守護として
これにより義達によって一時弱体化させられていた織田氏は勢力を回復していくことになった。もともと尾張では、応仁の乱以降、守護代である織田一族が上四郡を支配する「伊勢守家」（岩倉織田氏）と下四郡を支配する「大和守家」（清洲織田氏）の2派に分裂していたが、まず伊勢守家が早くに弱体化し、次に大和守家が義達によって討伐されたため、尾張国内は織田一族が入り乱れる群雄割拠状態となった。幼い義統にはこの状況をどうすることもできず、かつて父・義達に討伐された守護代家（大和守家）の織田達勝・織田信友に擁される傀儡的存在になるのみであった。群雄割拠状態となった尾張国内では、特に津島経済を掌握する織田氏分家の弾正忠家（大和守家の家臣）の台頭が目覚しく、達勝・信友としては、上四郡を支配下に置く伊勢守家の織田信安や、台頭著しい弾正忠家の織田信秀らに対して、自身達大和守家こそが織田家の宗家であることを示す意味で義統を擁したと思われる。
尾張における正統性の象徴として大和守家に擁された形の義統であったが、天文6年（1537年）4月の寺領安堵状 を初見として、尾張守護としての活動が見られるようになるため、この頃までには名実ともに尾張守護となっていたと思われる。また名目上は自らの「家臣」である弾正忠家の信秀が、その勢力を美濃国や三河国など、尾張の国内外に拡大させる事には比較的賛意を示していたと見られ、特に信秀が西三河にまで勢力を広げ始めた天文10年（1541年）には、現実味は低かったと思われるものの、かつての斯波氏の分国であり、当時朝倉氏が君臨していた越前国の奪還すらも企画している。
この他にも天文13年（1544年）に信秀が美濃へ進攻する際には、尾張国中に信秀への協力を命じて、本来なら弾正忠家よりも格上にあたる伊勢守家や、同輩の因幡守家をも美濃進攻軍として動員させるなど、信秀に対して篤い支援を行った。
しかし大和守家の信友としては、義統が弾正忠家の信秀に接近することを快く思わず、義統としても自身を傀儡として扱う信友に不満を見せはじめたため、次第に両者の対立が深まっていった。また、信友が弾正忠家に対抗するために今川氏親の子である義元と連携に動いたことに反発したとする説もある。

### 弑逆
天文23年（1554年）、義統はそんな状況下に嫌気が差したのか、信友が弾正忠家の織田信長を謀殺する計画を企てたとき、信長にその計画を密告して自身の助けを求めた。しかしそれを知った信友は激怒し、同年7月12日に義統嫡男の斯波義銀が屈強な家臣を率いて川狩りに出かけた隙を突いて、小守護代・坂井大膳をはじめとして、腹心の織田三位、河尻左馬助、川原兵助らとともに守護邸に攻め入った。城内の守りは非常に手薄であったが、そのような中でも森政武・掃部助兄弟や丹羽祐稙、同朋衆の善阿弥などの守護方の奮戦もあり、大和守方に多数の損害を与えた。しかし衆寡敵せず守り手も次々と討たれていき、防ぎきれぬと悟った義統は城に火を懸けて、弟の統雅や従叔父の義虎（斯波義雄の子）ら一族30余名と共に自害した。享年42。
義統自害の報せを受けた義銀は、川狩りを切り上げて湯帷子姿のまま那古野の信長の元へ救いを求めると、信長は義銀に二百人扶持を献じて津島神社に住まわせた。なお、もう一人の義統子息（後の毛利秀頼か？）は毛利十郎によって保護され、那古野へ送り届けられている。

### その後の武衛家
義統自害からわずか6日後の7月18日、信長は義統の敵討ちという大義を以って清洲へ攻め入り、清洲城から迎撃してきた大和守方を安食村にて打ち破って先日義統を襲った織田三位や河尻左馬助ら多くの大和守方の武将を討ち果たした（安食の戦い）。この合戦には斯波家恩顧の家臣達も多く参加して奮戦したが、特に義統の小姓であった17～18歳の若武者・由宇彦一（喜一）は湯帷子姿のままで戦場を駆け巡って主君の仇である織田三位を見事に討ち取り、信長より大いに賞賛された。残る守護代・信友も翌天文24年（1555年）4月に主殺しの咎で信長方に討ち果たされたため、義統の報仇は数ヶ月のうちに成し遂げられた。
織田信友は名目上の信長の主君であり、戦国大名として台頭していた信長にとっては主従関係という縛りゆえに眼の上の瘤であった。しかし信友が守護を討ったことで、信長は主家を討った謀反人として信友を葬る事が出来たのである。守護を擁する立場となった信長は、やがて織田伊勢守家をも討った。更に斯波義銀が傀儡守護であることに不満を持ち今川義元と結んで信長追放を図ったので、これを追放した（後に義銀は信長と和解し、その配下に入った）。これで守護・守護代勢力の消え去った尾張は信長の手によって統一されていくこととなる。

## 偏諱を与えた人物
- 斯波統雅 - 実弟。
- 斯波統銀（むねかね）- 実弟。もう一方の「銀」字は義銀より受けたものとみられる。

## 関連作品
- 麒麟がくる（2020年、NHK、演：有馬自由）